# Matthijs Arnoldus Holsboer
Matthijs Arnoldus Holsboer (Arnhem, 1806 - Den Haag, 1872) was fabrikant en burgemeester van Dinxperlo en Winterswijk.

## Biografie
Matthijs Arnoldus Holsboer werd in Arnhem geboren op 25 maart 1806, als zoon van de schoenmaker Philip Holsboer en Maria Eva Smits. Op 3 februari 1830 trouwde hij in Arnhem met Maria Lucretia van Enschut. Hij was dan al fabrikant. In 1841 richtte hij met enkele vennoten een wolfabriek op in Zutphen. Daarna ging hij de bestuurlijke kant op. 
Op 1 april 1852 werd Holsboer benoemd tot burgemeester van Dinxperlo. Pas ruim een jaar later werd hij officieel toegelaten tot de gemeenteraad. 
Op 26 januari 1856 volgde hij Oswald Tulleken op als burgemeester van Winterswijk. Holsboer ontwierp de eerste Algemene Politieverordening van Winterswijk, die op 18 augustus 1856 in werking zou treden. Op 28 april 1863 gaf hij aan dat hij de koning om ontslag zou vragen omdat zijn gezin in Winterswijk niet kon aarden. De gemeenteraad probeerde hem tevergeefs op andere gedachten te brengen; per 1 augustus 1863 vertrok hij naar Den Haag. Hij werd opgevolgd door F.J. Veeren. 
Matthijs Arnoldus Holsboer was de vader van de hotel-ondernemer Willem Jan Holsboer, grondlegger van de bekende kuuroorden in de Zwitserse plaats Davos, en tevens oprichter van de Zwitserse smalspoorweg Landquart–Davos AG. 